# Noman (geslacht)
Noman (ook: Van Haren Noman) is een uit het kanton Bern afkomstig geslacht dat zich in de 18e eeuw in de Noordelijke Nederlanden vestigde en dat bekend werd als een geslacht van boekhandelaren, boekdrukkers en uitgevers.

## Geschiedenis
De stamreeks begint met Johannes Nauman die geboren werd in Biel/Bienne. Hij sloot zich in 1729 aan bij de Hollandse compagnie van De Constant Rebecque, later in dat van De Sturler. In 1733 was hij fuselier/boekdrukker. Zijn nageslacht richtte boekhandels, drukkerijen en uitgeverijen op, eerst te 's-Hertogenbosch, later te Zaltbommel. Johannes Noman (1774-1833) trouwde in 1803 met Anna Johanna van Haren (1785-1845) waarna twee zonen in 1829 en 1844 bij Koninklijk Besluit naamswijziging tot Van Haren Noman verkregen.

## Enkele telgen
Johannes Nauman (overleden tussen 1761 en 1773), militair in Hollandse compagnieën, in 1733 fuselier/boekdrukker
- Johannes Jacop Nauman (1737-1785), boekbinder en drukker firma Noman te 's-Hertogenbosch
- Dirk Noman (1750-1834), boekhandelaar, oprichter en firmant drukkerij en uitgeverij firma Noman (vanaf 1790: Noman & Zoon) te 's-Hertogenbosch
  - Johannes Noman (1774-1833), oprichter (1803) en firmant uitgeverij en drukkerij Johannes Noman te Zaltbommel; trouwde in 1803 met Anna Johanna van Haren (1785-1845), boekhandelaar te Zaltbommel (vanaf 1833)
    - Dirk van Haren Noman (1804-1870), chef uitgeverij en drukkerij Johannes Noman & Zoon te Zaltbommel
    - Anna Walradina Noman (1816-1888); trouwde in 1840 met Gerrit Benjamin van Goor (1815-1871), oprichter en firmant boekhandel en drukkerij Van Goor & Zonen
    - Henrietta Elisabeth Noman (1818-1879); trouwde in 1844 met Pieter Adriaan de Jong (1820-1891), boekhandelaar, drukker en uitgever te Arnhem
    - Willem Johannes van Haren Noman (1821-1893), chef uitgeverij en drukkerij Johannes Noman & Zoon te Zaltbommel, oprichter en firmant uitgeverij en drukkerij Van Haren Noman
      - Prof. dr. Dirk van Haren Noman (1854-1896), hoogleraar dermatologie aan de Universiteit van Amsterdam
        - Ir. Dirk van Haren Noman (1888-1966), ingenieur
          - Theodorus Josephus van Haren Noman (1917-2021), cineast; was van 1953 tot 1972 getrouwd met journaliste Jeanne Roos (1916-2001)
            - Dirk Jan van Haren Noman (1941), directeur Total Design te Amsterdam
              - Pauline Celinde van Haren Noman (1974); trouwde in 2016 met Sebastian Müller (1980), componist en muziekproducent te Berlijn

            - Alfred Eric van Haren Noman (1943), cineast, laatstelijk te Los Angeles
            - Philippe van Haren Noman (1955), muzikant en beeldend kunstenaar

      - Willem Johannes van Haren Noman (1856-1930), onder andere directeur van N.V. Blauwhoedenveem
        - Cornelie van Haren Noman (1883-1949); trouwde in 1903 met Gustav Adolph Heubel (1875-1952), bankier bij de firma Jan Kol & Co
          - Florrie Rost van Tonningen-Heubel (1914-2007), nationaalsocialiste; trouwde in 1940 met mr. dr. ir. Meinoud Rost van Tonningen (1894-1945), nationaalsocialistisch voorman

  - Dirk Noman (1778-1840), boekhandelaar, drukkerij en uitgeverij firma Noman & Zoon te 's-Hertogenbosch, firmant uitgeverij en drukkerij Johannes Noman te Zaltbommel, boekbinder te 's-Gravenhage

Geslachten die opgenomen zijn in het sinds 1910 verschijnende genealogische naslagwerk Nederland's Patriciaat. Lijst volgens opgave van het CBG Centrum voor familiegeschiedenis.
A · B · C · D · E · F · G · H · I · J · K · L · M · N · O · P · Q · R · S · T · U · V · W · Y · Z